# Federico Mena
Federico Mena Quintero (México, 29 de julio de 1976) es un programador de software libre. Entre sus principales aportes destaca la fundación del proyecto GNOME junto a Miguel de Icaza en 1997.
Mena Quintero conoció a Miguel de Icaza mientras estudiaba en la Facultad de Ciencias de la Universidad Nacional Autónoma de México, donde también trabajó en el Instituto de Ciencias Nucleares de la universidad. Comenzó coordinando temporalmente el desarrollo del programa Gimp. Una vez fundado el proyecto Gnome (y mientras desarrollaba el programa Gnome Canvas) fue invitado a colaborar en los laboratorios de la empresa Red Hat, donde perfeccionó Midnight Commander, un administrador de archivos o ficheros. 
Tras abandonar Red Hat, fue contratado para desarrollar el calendario Evolution, uno de los principales productos de Ximian, empresa formada por Miguel de Icaza y Nat Friedman. Luego de la venta de Ximian, pasó a formar parte de Novell, donde colabora perfeccionando las herramientas del proyecto Gnome y mantiene librsvg, una biblioteca para renderizar imágenes SVG.
Radica en la ciudad de Xalapa, Veracruz, junto a Oralia Silva, su esposa.